# Zipoetopsis unicolor
Zipoetopsis unicolor es una especie de escarabajo de la familia Cerambycidae.

## Historia
Fue descrito científicamente por el entomólogo austríaco Stephan von Breuning en 1950 por primera vez.